# Kiskassa
Kiskassa (deutsch Kascha) ist eine ungarische Gemeinde im Kreis Siklós im Komitat Baranya.

## Geografische Lage
Kiskassa liegt 19 Kilometer südöstlich des Komitatssitzes Pécs und ungefähr 14 Kilometer nordöstlich der Kreisstadt Siklós. Die  Nachbargemeinde Pécsdevecser befindet sich ein Kilometer nordwestlich.

## Geschichte
Der Ort wurde bereits in der ersten Hälfte des 14. Jahrhunderts schriftlich erwähnt. Im Jahr 1913 gab es in der damaligen Kleingemeinde 144 Häuser und 851 Einwohner auf einer Fläche von 2363 Katastraljochen. Sie gehörte zu dieser Zeit zum Bezirk Pécs im Komitat Baranya.

## Sehenswürdigkeiten
- 1956er-Denkmal (Az 1956-as forradalom és szabadságharc emlékére)
- Römisch-katholische Kirche Szent Anna, erbaut 1771 im barocken Stil

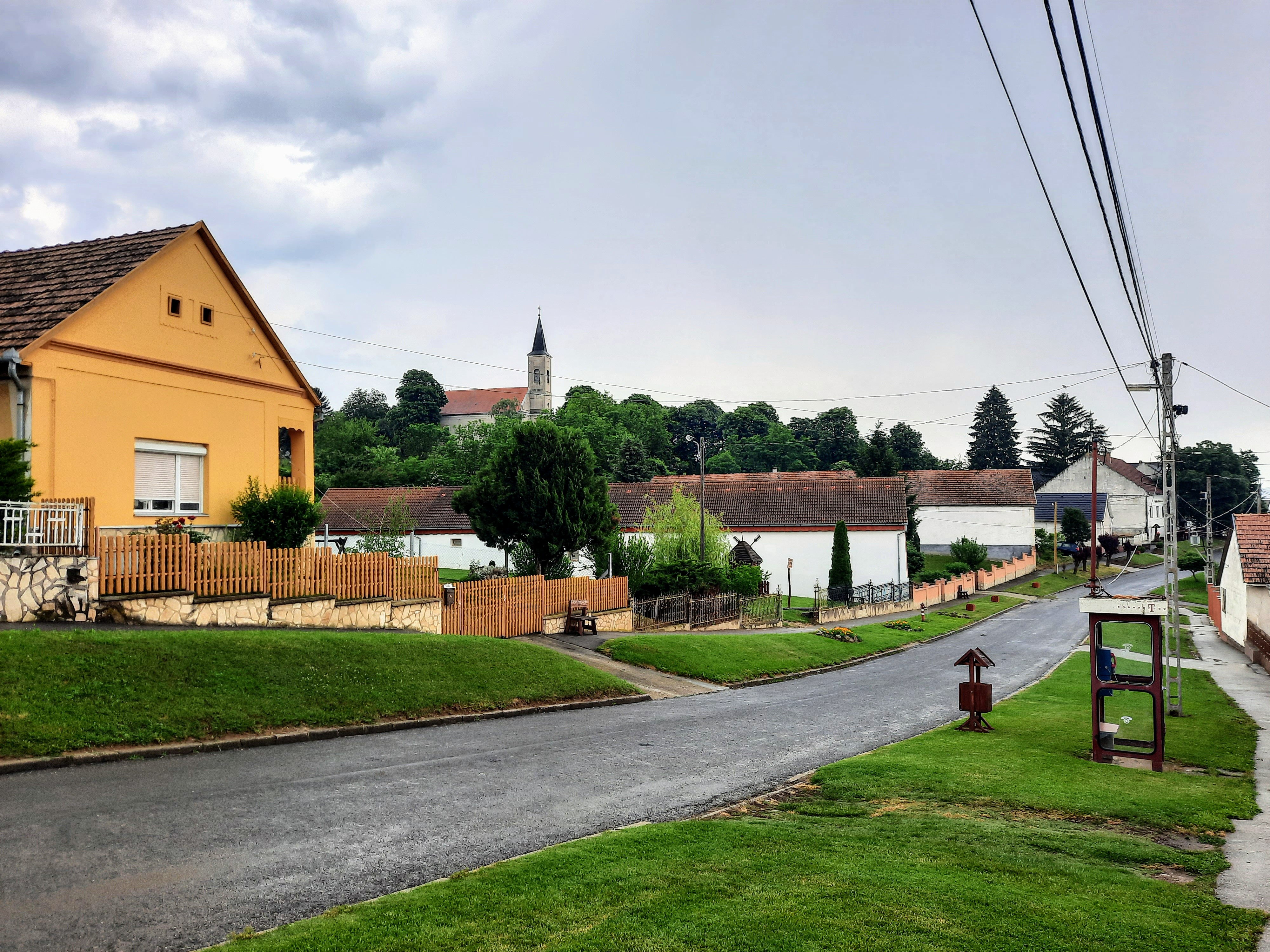
Kiskassa mit Blick auf die Kirche
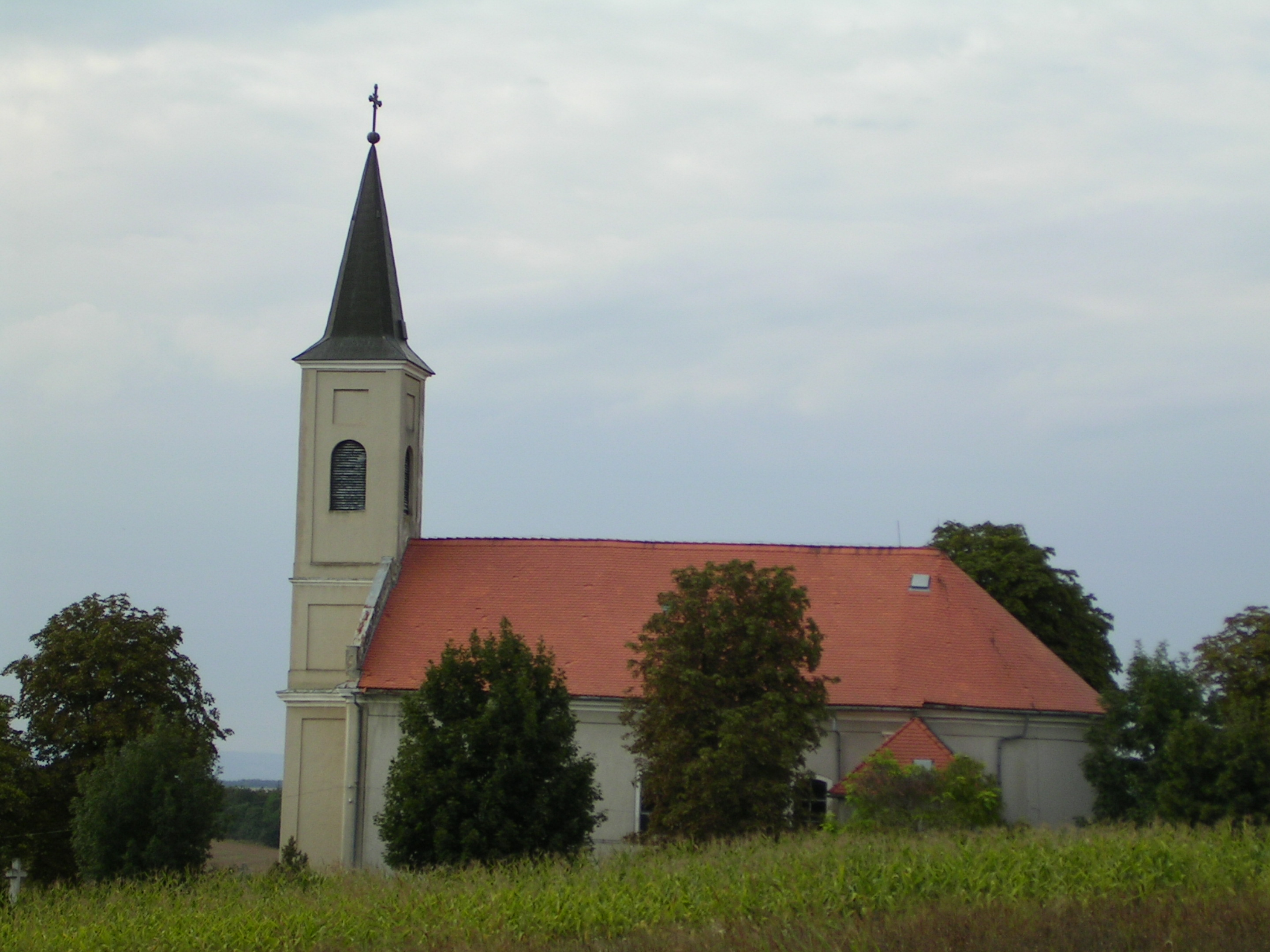
Römisch-katholische Kirche Szent Anna
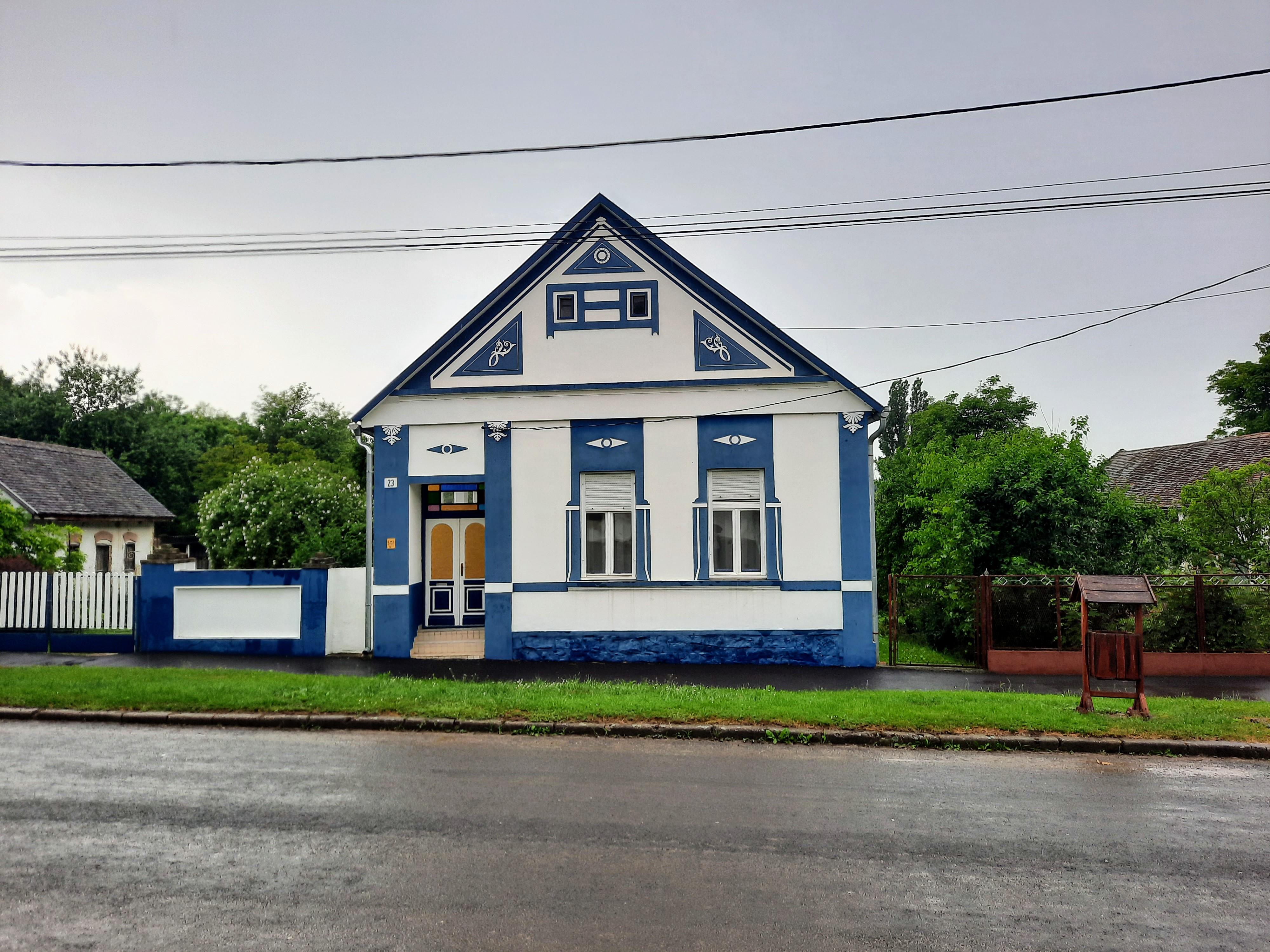
Wohnhaus
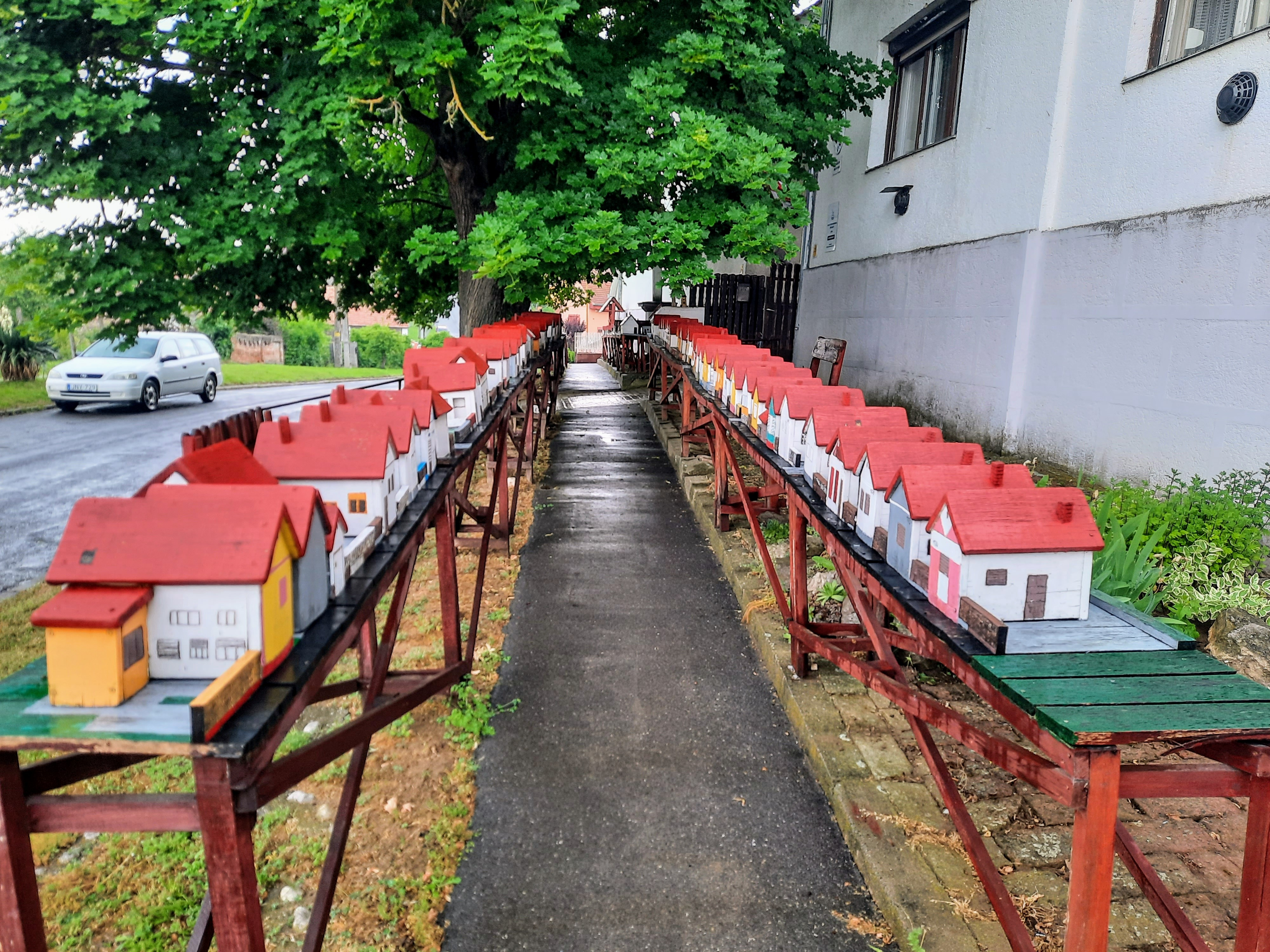
Modelle der Wohnhäuser des Ortes
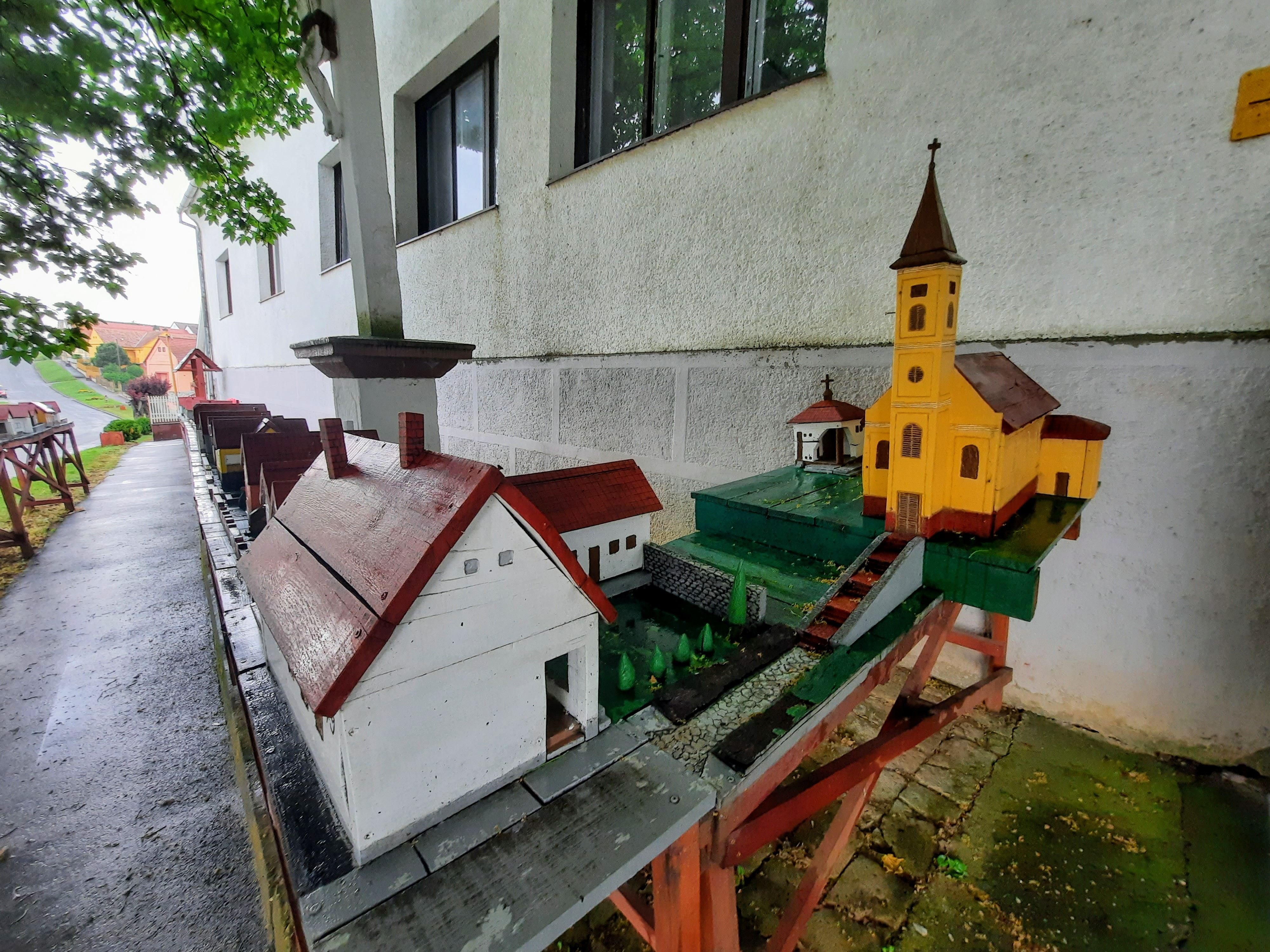
Modell der Kirche

## Verkehr
Kiskassa ist nur über die Nebenstraße Nr. 57127 zu erreichen. Es bestehen Busverbindungen über Pécsdevecser nach Vokány sowie über Pécsdevecser nach Pécs. Der nächstgelegene Bahnhof befindet sich ungefähr neun Kilometer südwestlich in der Gemeinde Vokány.